# Меммингер, Кристофер
Кристофер Густав Меммингер (англ. Christopher Gustavus Memminger; 9 января 1803, Файхинген-на-Энце — 7 марта 1888, Чарлстон (Южная Каролина)) — американский адвокат, первый министр финансов Конфедерации штатов Америки (1861—1864).

## Биография
Кристофер Густав Меммингер родился в герцогстве Вюртемберг 9 января 1803 года. Отец, Кристофер Годфри Меммингер, погиб, когда его сын был ещё совсем маленьким. Мать, Эберхардина Элизабет Колер, эмигрировала вместе с сыном в Америку и поселилась у родителей в Чарлстоне (Южная Каролина). В 1807 году она умерла, и юный Кристофер остался на попечении деда, Джона Колера. Не имея финансовой возможности продолжать прежний образ жизни в Чарлстоне, тот уехал в Филадельфию, оставив внука в чарлстонском сиротском приюте. Оттуда мальчик попал в дом известного адвоката Томаса Беннета, который позже стал губернатором штата.
Окончив в 1819 году (в возрасте шестнадцати лет) колледж Южной Каролины, Кристофер занялся изучением права, а затем основал собственную адвокатскую практику в Чарлстоне.
В 1836—1851 и 1854—1859 годах Меммингер состоял в Палате представителей Южной Каролины. В 1832 году он осудил позицию своего штата в период «таможенного кризиса» (отказ признать федеральные таможенные тарифы 1828 и 1832 годов), а в период «сецессионистского кризиса» 1850—1852 годов выступал против сторонников независимости Южной Каролины. Однако, после вооружённого выступления в Виргинии аболициониста Джона Брауна в 1859 году Меммингер призвал к созыву собрания представителей рабовладельческих штатов для выработки общих мер обороны.
Меммингер поддержал идею отделения южных штатов после избрания президентом США Авраама Линкольна. Он подготовил юридический документ, обосновывающий право штата на выход из состава США и впоследствии представлял Южную Каролину во Временном конгрессе Конфедерации, где возглавлял комитет, подготовивший проект Конституции. В 1861 году Джефферсон Дэвис назначил Меммингера министром финансов Конфедерации.

## Финансовая политика Конфедерации
В течение Гражданской войны Меммингер исходил из убеждения, что основным средством обмена на Юге является хлопок, способный заменить валюту, но предпринимал безуспешные попытки финансирования военных расходов Юга посредством введения прямых налогов и повышения экспортных пошлин. Большой проблемой стало отсутствие единой системы сбора налогов. В августе 1861 года Конфедерация ввела свой первый налог — 0,5 % на недвижимое и личное имущество, однако он не был собран вплоть до 1862 года. Принимая новые меры к пополнению казны, Меммингер отмечал, что война ведётся за право рабовладения как за право собственности, а плантаторы не готовы платить за свою собственность. В 1864 году был учреждён 10 % подоходный налог для бизнеса и 25 % налог на сверхприбыль. Около 30 % расходов на ведение войны Конфедерация обеспечивала за счёт банковских займов, но ввиду недостаточного развития банковской сети на Юге этот источник финансирования оказался ненадёжным. Не добившись от Конгресса Конфедерации утверждения плана ужесточения финансовой политики, Меммингер ушёл в отставку в 1864 году.

## Последние годы
В 1864 году после отставки Меммингер уехал во Флэт Рок (округ Хендерсон, Северная Каролина), а по окончании войны переехал вместе с женой в Чарлстон. Там он вернулся к адвокатской практике в партнёрстве с Уильямом Джерви, специализируясь на банкротствах, и участвовал в программах повышения качества системы государственного образования в Южной Каролине. 7 марта 1888 года он умер в Чарлстоне после продолжительной болезни.